# 豊島近
豊島 近（とよしま ちかし、1954年7月17日 - ）は日本の生物学者（構造生物学）。東京大学定量生命科学研究所教授。秋田県由利本荘市出身。
1978年東京大学理学部物理学科卒業、1983年同大大学院博士課程修了（理学博士）。1984年同助手となり、1986年にスタンフォード大学博士研究員、1988年にMRC分子生物学研究所研究員となる。1990年に帰国し、東京工業大学助教授に就任。
クライオ電子顕微鏡およびX線回折の手法による、筋小胞体カルシウムポンプなどのP型ATPアーゼのイオン能動輸送機構の解明で知られる。

## 受賞歴
- 2009年 朝日賞[1]
- 2011年 山崎貞一賞
- 2015年 上原賞
- 2016年 武田医学賞
- 2016年 グレゴリー・アミノフ賞
- 2018年 日本学士院賞・恩賜賞

## 栄典
- 2015年 紫綬褒章[2]

## 参照
- Toyoshima Lab
- Chikashi Toyoshima